# Удэгейское сельское поселение
Удэгейское сельское поселение — сельское поселение в Тернейском районе Приморского края.
Административный центр — село Агзу.

## История
Статус и границы сельского поселения установлены Законом Приморского края от 6 августа 2004 года № 133-КЗ «О Тернейском муниципальном районе»

## Население
| 2010 | 2011 | 2012 | 2013 | 2014 | 2015 | 2016 |
| ---- | ---- | ---- | ---- | ---- | ---- | ---- |
| 182  | ↘181 | ↘177 | →177 | ↘172 | ↗173 | ↘170 |
| 2017 | 2018 | 2019 | 2020 |      |      |      |
| ↘161 | →161 | ↘153 | ↘149 |      |      |      |

## Состав сельского поселения
В состав сельского поселения входит один населённый пункт — село Агзу.

## Местное самоуправление
Глава администрации: Амплеев Валерий Викторович
Адрес: 692169, с. Агзу, ул.Крючкова, 1 